# 21è Festival Internacional de Cinema de Moscou
El 21è Festival Internacional de Cinema de Moscou va tenir lloc del 19 al 29 de juliol de 1999. El Sant Jordi d'Or fou atorgat a la pel·lícula japonesa Ikitai dirigida per Kaneto Shindo.

## Jurat
- Fernando Solanas (Argentina – President del jurat)
- Florestano Vancini (Itàlia)
- Adam Greenberg (Estats Units)
- Shahla Nahid (França)
- Tolomush Okeyev (Kyrgyzstan)
- Valery Todorovsky (Rússia)
- Antonio Giménez-Rico (Espanya)
- Katia Tchenko (França)

## Pel·lícules en competició
Les següents pel·lícules foren seleccionades per la competició 
| títol original               | Director(s)             | País de producció         |
| ---------------------------- | ----------------------- | ------------------------- |
| Saranggola                   | Gil Portes              | Filipines                 |
| Ormai è fatta!               | Enzo Monteleone         | Itàlia                    |
| Guinevere                    | Audrey Wells            | Estats Units              |
| Panni sporchi                | Mario Monicelli         | Itàlia                    |
| La Dilettante                | Pascal Thomas           | França                    |
| Ikitai                       | Kaneto Shindo           | Japó                      |
| Rakujarven                   | Olli Saarela            | Finlàndia                 |
| Black Out p.s. Red Out       | Menélaos Karamanguiolis | Grècia/ França/ Portugal  |
| Chung cu                     | Việt Linh               | Vietnam                   |
| O Viajante                   | Paulo César Saraceni    | Brasil                    |
| Un dulce olor a muerte       | Gabriel Retes           | Mèxic/ Espanya/ Argentina |
| Strastnoy bulvar             | Vladimir Khotinenko     | Rússia                    |
| Passion                      | Peter Duncan            | Austràlia/ Estats Units   |
| Dansinn                      | Ágúst Guðmundsson       | Islàndia                  |
| Fara                         | Abai Karpykov           | Rússia/ Kazakhstan        |
| La hora de los valientes     | Antonio Mercero         | Espanya                   |
| 6:3 avagy, Játszd újra Tutti | Péter Tímár             | Hongria                   |

## Premis
- Sant Jordi d'Or: Ikitai de Kaneto Shindo
- Sant Jordi de Plata Especial: La hora de los valientes d'Antonio Mercero
- Sant Jordi de Plata:
  - Millor director: Ágúst Guðmundsson per Dansinn
  - Millor actor: Farkhad Abdraimov per Fara
  - Millor actriu: Catherine Frot per La Dilettante
- Premi FIPRESCI: Ikitai de Kaneto Shindo
- Menció especial:
  - O Viajante de Paulo César Saraceni
  - Strastnoy bulvar de Vladimir Khotinenko
- Premi d'Honor per la seva contribució al cinema: Marco Bellocchio (director)